# Scyllarus chacei
Scyllarus chacei är en kräftdjursart som beskrevs av Lipke Bijdeley Holthuis 1960. Scyllarus chacei ingår i släktet Scyllarus och familjen Scyllaridae. IUCN kategoriserar arten globalt som livskraftig. Inga underarter finns listade i Catalogue of Life.